# Ceropegia namaquensis
Ceropegia namaquensis är en oleanderväxtart som beskrevs av Peter Vincent Bruyns. Ceropegia namaquensis ingår i släktet Ceropegia och familjen oleanderväxter. Inga underarter finns listade i Catalogue of Life.